# 2015 у відеоіграх
Всі продажі відеоігор у 2015 році досягли 61 мільярда доларів, за даними аналізу фірми SuperData, що на 8% більше, ніж у 2014 році. З цього найбільший прибуток від продажу та підписки на комп'ютерні ігри, що становить 32 мільярди доларів. Мобільні ігрові прибутки склали 25,1 млрд доларів, що на 10% більше, ніж у 2014 році. Цифрові продажі на консолях склали решту 4 млрд доларів.
У Сполучених Штатах Асоціація розваг програмного забезпечення (ESA) та NPD Group оцінювали загальний дохід від ринку відеоігор у розмірі 23,5 млрд доларів, що на 5% більше, ніж у 2014 році. З цього загального ринку програмного забезпечення було 16,5 млрд доларів, NPD Group оцінює підгрупи роздрібних продажів на 13,1 млрд доларів. ESA повідомила, що у Сполучених Штатах було створено 2,457 компаній, які займаються розробкою або випуском відеоігор, які безпосередньо підтримують 65 678 працівників (37 122 у розробці, 28 556 у видавничій справі) та близько 154 000 осіб, що опосередковано підтримують цю галузь, наприклад, за допомогою відеоігрової журналістики.

## Випуски консолей
| Дата         | Консоль          |
| ------------ | ---------------- |
| 13 лютого    | New Nintendo 3DS |
| 10 листопада | Steam Machine    |

## Події
| Дні            | Події |
| -------------- | --- |
| 7 січня        | Zombie Studios, творець серії Spec Ops, була закрита.                                                                                       |
| 23—25 січня    | PAX South 2015 ( США Сан-Антоніо) |
| 30 січня       | Sega продовжує скорочення західних підприємств та зосередження уваги на цифрових технологіях.                                               |
| 3 лютого       | Sony продала Sony Online Entertainment Columbus Nova. Компанія була перейменована в Daybreak Game Company.                                  |
| 3 лютого       | Відеоігровий критик Joystiq був закритий AOL.                                                                                               |
| 19 лютого      | Sega Networks, дочірня компанія Sega, придбала Demiurge Studios.                                                                            |
| 20 лютого      | Tri-Ace, розробник Star Ocean і Valkyrie Profile, був придбаний компанією Nepro Japan.                                                      |
| 25 лютого      | Версія вебсайта критика відеоігор Computer and Video Games була об'єднана в GamesRadar + від Future plc.                                    |
| 2—6 березня    | Game Developers Conference 2015 ( США Сан-Франциско)                                                                                        |
| 2—6 березня    | Independent Games Festival ( США Сан-Франциско)                                                                                             |
| 4 березня      | Electronic Arts закрила штаб-квартиру Maxis в Емервілі, яка створила такі франчайзи, як SimCity та Spore.                                   |
| 6—8 березня    | PAX East 2015 ( США Бостон) |
| 12—14 березня  | EGX Rezzed 2015 ( Лондон) |
| 17 березня     | Компанія Nintendo Co. Ltd. оголосила про свою приналежність до японського розробника мобільних ігор DeNA та Nintendo Switch, нової консолі. |
| 23 березня     | Raven Software відсвяткувала свій 25-річний ювілей.                                                                                         |
| 16—18 червня   | Electronic Entertainment Expo 2015 ( США Лос-Анджелес)                                                                                      |
| 23—25 липня    | QuakeCon 2015 ( США Даллас) |
| 5—9 серпня     | Gamescom 2015 ( Кельн) |
| 28—31 серпень  | PAX Prime ( США Сієтл) |
| 17—20 вересень | Tokyo Game Show ( Японія Тіба) |
| 24—27 вересень | EGX 2015 ( Бірмінгем) |

## Основні нагороди
Наступна таблиця підсумовує основні нагороди, надані відеоіграми та людям, які входять у цю галузь, випущені в 2015 році.
| Категорія / Організація           | Категорія / Організація           | The Game Awards 2015 3 Грудня, 2015  | 19th D.I.C.E. Awards 18 Лютого, 2016 | 16th Annual Game Developers Choice Awards 17 березня, 2016 | 12th British Academy Games Awards 17 березня, 2016 | 12th British Academy Games Awards 17 березня, 2016 |
| --------------------------------- | --------------------------------- | ------------------------------------ | ------------------------------------ | ---------------------------------------------------------- | -------------------------------------------------- | -------------------------------------------------- |
| Game of the Year (Гра року)       | Game of the Year (Гра року)       | The Witcher 3: Wild Hunt             | Fallout 4                            | The Witcher 3: Wild Hunt                                   | Fallout 4                                          | Fallout 4                                          |
| Краща мобільна / портативна гра1  | Мобільна                          | Lara Croft Go                        | Fallout Shelter                      | Н/Д                                                        | Her Story                                          | Her Story                                          |
| Краща мобільна / портативна гра1  | КПК                               | Lara Croft Go                        | Helldivers                           | Her Story                                                  | Her Story                                          | Her Story                                          |
| Історія та оповідання             | Історія та оповідання             | Her Story                            | The Witcher 3: Wild Hunt             | Her Story                                                  | Life Is Strange                                    | Life Is Strange                                    |
| Арт керівництво                   | Арт керівництво                   | Ori and the Blind Forest             | Ori and the Blind Forest             | Ori and the Blind Forest                                   | Ori and the Blind Forest                           | Ori and the Blind Forest                           |
| Аудіо1                            | Звук Дизайн                       | Н/Д                                  | Star Wars Battlefront                | Crypt of the NecroDancer                                   | Everybody's Gone to the Rapture                    | Everybody's Gone to the Rapture                    |
| Аудіо1                            | Музика                            | Metal Gear Solid V: The Phantom Pain | Ori and the Blind Forest             | Crypt of the NecroDancer                                   | Everybody's Gone to the Rapture                    | Everybody's Gone to the Rapture                    |
| Ігрове керівництво                | Ігрове керівництво                | Н/Д                                  | The Witcher 3: Wild Hunt             | Rocket League                                              | Bloodborne                                         | Bloodborne                                         |
| Кращий персонаж /Продуктивність 1 | Кращий персонаж /Продуктивність 1 | Віва Зайферт Her Story               | Лара Крофт Rise of the Tomb Raider   | Н/Д                                                        | Merle Dandridge Everybody's Gone to the Rapture    | Merle Dandridge Everybody's Gone to the Rapture    |
| Спеціальна премія                 | Спеціальна премія                 | Industry Icon Award                  | Зал Слави                            | Нагорода за досягнення в житті                             | BAFTA Special                                      | BAFTA Fellowship                                   |
| Спеціальна премія                 | Спеціальна премія                 | Бретт Сперрі та Луї Касл             | Тодд Говард                          | Тодд Говард                                                | Емі Геннінґ                                        | Джон Кармак                                        |

1 Ці нагороди іноді подаються як одна